# Tripteroides apicotriangulatus
Tripteroides apicotriangulatus är en tvåvingeart som beskrevs av Theobald 1910. Tripteroides apicotriangulatus ingår i släktet Tripteroides och familjen stickmyggor. Inga underarter finns listade i Catalogue of Life.